# Sulz (Adelsgeschlecht)

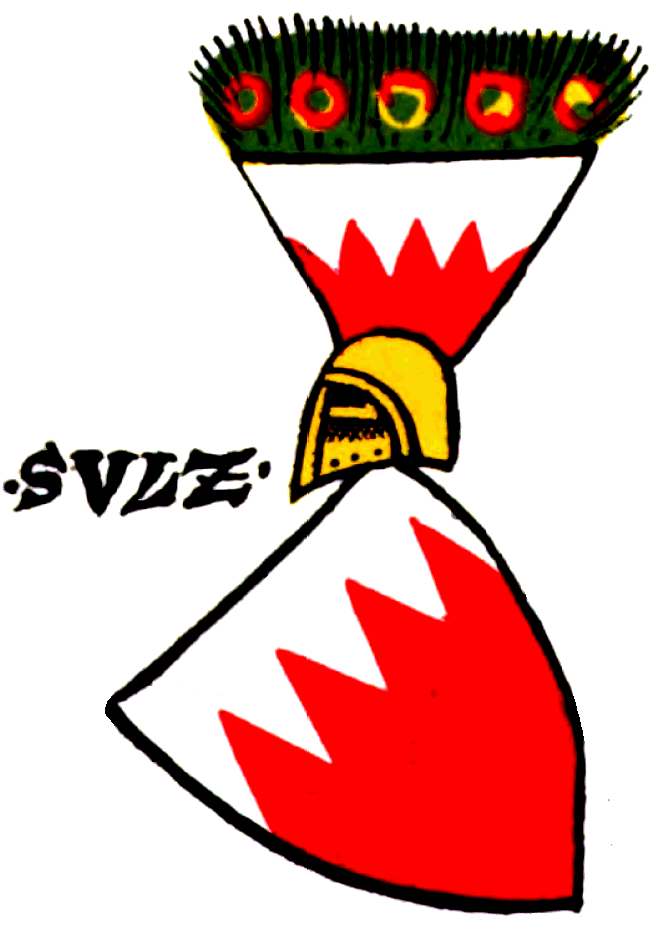
Wappen der Grafen von Sulz in der Zürcher Wappenrolle (ca. 1340)

Die Grafen von Sulz waren ein süddeutsches Hochadelsgeschlecht, das bis zu seinem Erlöschen 1687 das Hofgericht Rottweil und die Landgrafschaft Klettgau innehatte.

## Geschichte

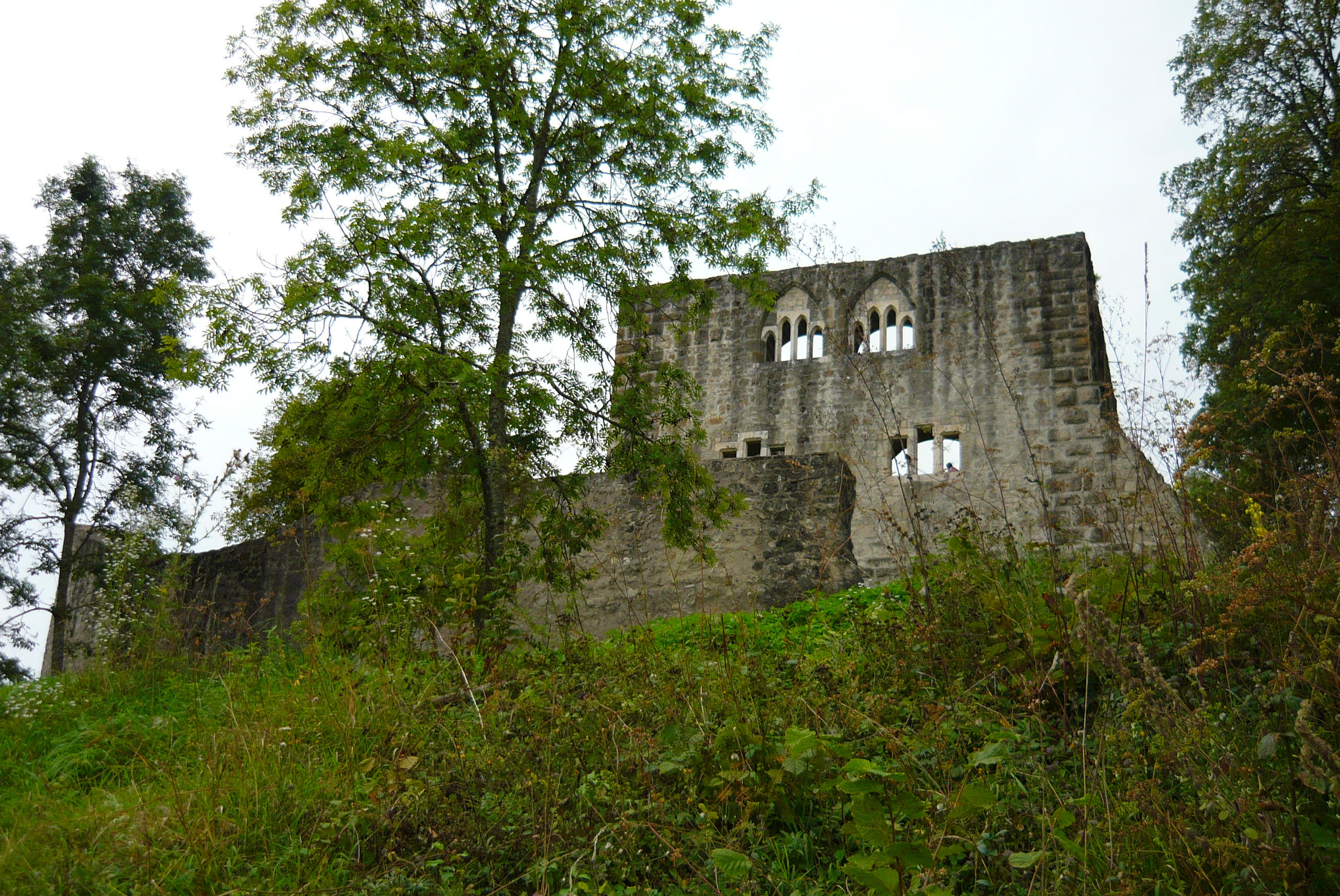
Ruine Albeck

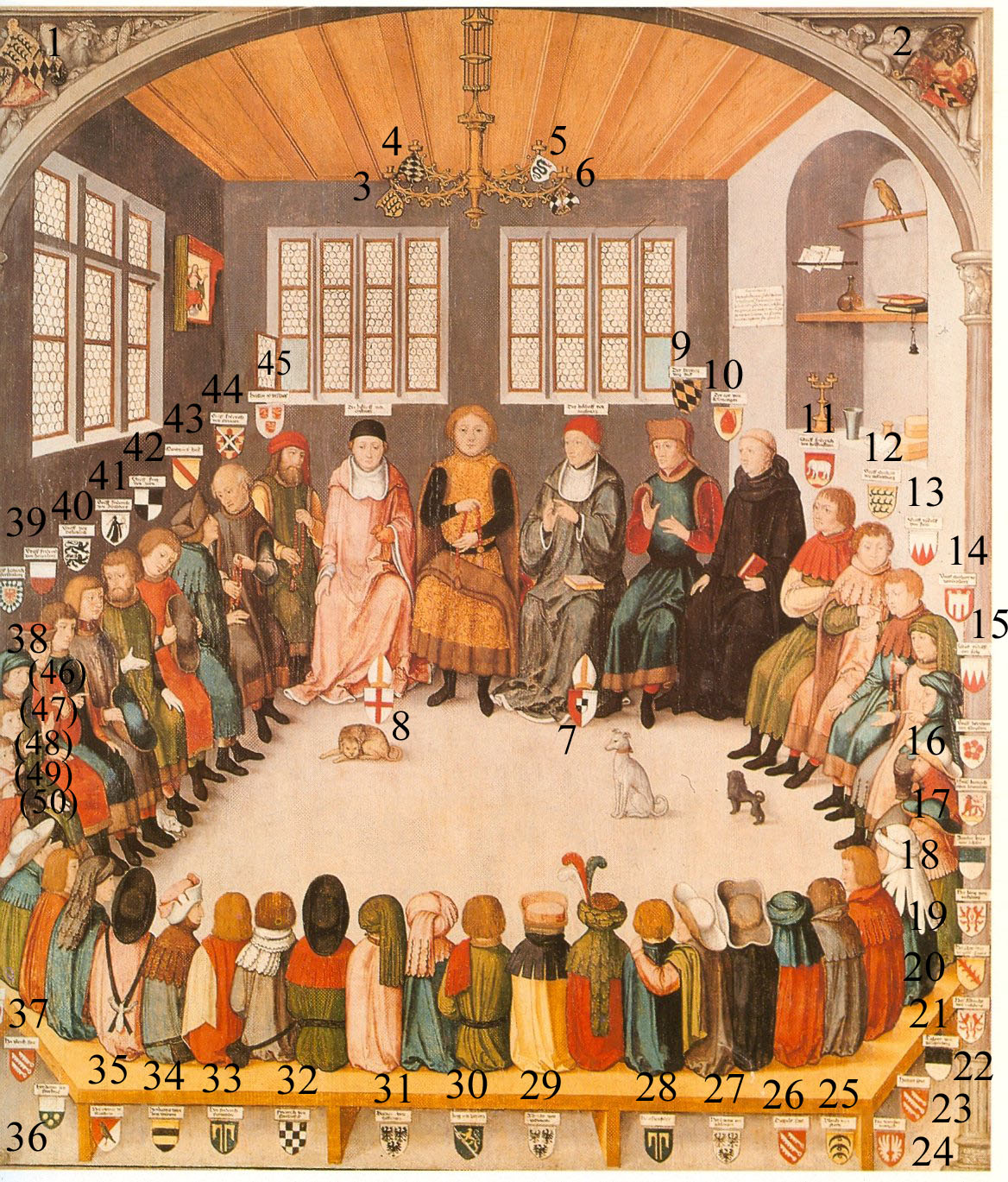
Ratssitzung des württembergischen Grafen Eberhard der Milde um 1400 – unter Nr. 13 der Graf von Sulz

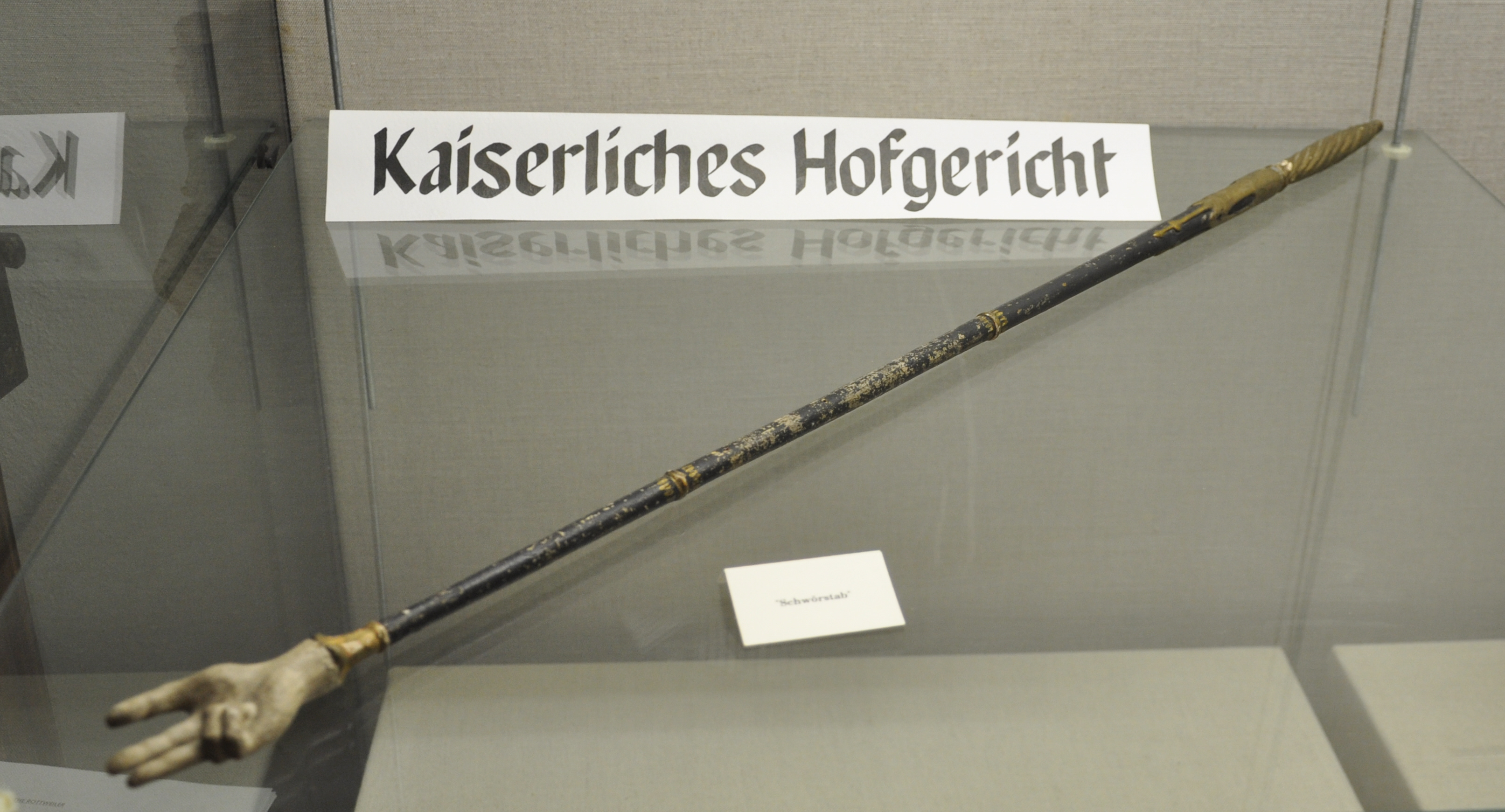
Rottweil Stadtmuseum: Der Schwörstab des Hofgerichts

Seit 910 waren die Grafen von Sulz am Neckar Besitzer der dortigen Salzquellen. Im Jahr 1095 trat das Geschlecht als Mitstifter des Klosters Alpirsbach urkundlich in Erscheinung. Bereits damals übten sie Grafenrechte aus. Sie hatten darüber hinaus weitere Besitzungen und Rechte. So waren sie die Obervögte des Klosters Schwarzach. Um 1100 wurden die Herren von Fluorn Ministerialen der Sulzer, sie bezeichneten sich dann nach ihrer Burg Brandeck als Herren von Brandeck und tätigten zahlreiche Schenkungen an das Kloster Alpirsbach. Von der ehemaligen Burganlage sind noch Reste einer Schildmauer erhalten. Ihre ursprüngliche Machtbasis, die Burg Albeck bei Sulz, verlor das Geschlecht um 1252 an die Herren von Geroldseck durch Einheirat.
Im 12. Jahrhundert waren sie wahrscheinlich mit dem Schutz der östlichen Flanke des Machtbereichs der Zähringer beauftragt. Auf seinen Anteil an der Landgrafschaft Baar, die die Sulzer zusammen mit den Fürstenbergern besessen hatten, verzichtete Hermann von Sulz 1282. König Rudolf übertrug die Grafschaft in der Baar am 18. Januar 1283 auf Heinrich von Fürstenberg. Es wird angenommen, dass der ebenfalls habsburgtreue Hermann von Sulz mit anderen Ämtern entschädigt wurde. 1299 amtet er als Hofrichter von König Albrecht im Elsass und in Nürnberg und bereits 1317 wird ein Graf von Sulz als Hofrichter in Rottweil erwähnt.
Die Herrschaft Sulz wurde vom Stammhaus Geroldseck regiert. Auf deren Bitten verlieh König Rudolf I. Sulz 1284 die Stadtrechte. Erst ab 1301 kann mit Johannes I. von Geroldseck († 1318) von einer selbstständigen Seitenlinie Geroldseck-Sulz gesprochen werden. Er und seine Nachkommen regierten die Herrschaft ohne Anspruch ihrer Verwandten. Die große Zahl erbberechtigter Nachkommen, dadurch bedingte Verpfändungen und Verkäufe sowie ständige Konflikte mit dem benachbarten Adel führte letztlich zur Verarmung der Familie. So musste die Herrschaft 1473 schließlich an das Haus Württemberg verkauft werden. Die Spur des Familienzweigs verliert sich anschließend. Von 1519 bis 1534, als Folge der Vertreibung des Herzogs Christoph von Württemberg durch den Schwäbischen Bund, residierten die Geroldsecker aus dem Stammhaus unter Gangolf II. von Hohengeroldseck nochmals in der Stadt Sulz, dies endete jedoch mit der Rückkehr des Herzogs. Die Ansprüche blieben freilich noch bis zum letzten Geroldsecker Jakob († 1634) bestehen, der sich Herr zu Hohengeroldseck und Sulz nannte.
1340 war Graf Berthold von Sulz verheiratet mit Adelheid von Schwarzenberg.
Ein Neuaufstieg begann 1360, als die Grafen von Sulz das erbliche Richteramt am kaiserlichen Hofgericht in Rottweil erhielten. Zum guten Ansehen dieses Gerichts trugen die Grafen maßgeblich bei. Für den Wiederaufstieg spricht auch, dass die Grafen von Sulz von Herzog Leopold von Österreich 1392 als Pfand für geliehenes Geld mehrere Dörfer erhielten, die sie bis 1462 behielten.

### Landgrafen im Klettgau
Den Grafen gelang durch kluge Heiratspolitik ein weiterer Aufstieg. Vermittelt durch seinen Vater, den einflussreichen Graf Hermann von Sulz, heiratete Rudolf I. die Erbtochter Ursula von Habsburg-Laufenburg des letzten Grafen Johann IV. und seiner Gemahlin Agnes von Landenberg. Dadurch kam 1408 die Landgrafschaft Klettgau am Hochrhein und die Herrschaft Rotenberg im Elsass von Habsburg-Laufenburg an das Haus Sulz. Rudolf I. († 1440) und Agnes hatten drei Söhne: Johannes († 1444), Alwig und Rudolf II. Ihren Wohnsitz hatten sie bis 1449 auf der Burg Balm. Zu ihrem Besitz zählte wohl bereits ab 1397 auch Burg Neukrenkingen, die nach der Küssaburg die zweitgrößte Burg im Klettgau war.
1477 heiratet Graf Alwig, 60-jährig, die 35 Jahre jüngere Verena von Brandis. Von den Freiherren von Brandis kamen die Herrschaften Vaduz, Schellenberg und Blumenegg in Vorarlberg hinzu. Sie hatten zwei Töchter und einen Sohn, Rudolf V. von Sulz, der in verschiedenen Quellen auch Rudolf III. genannt wird. Alwig und Rudolf II. († 1487) erwarben zusammen 1482 vom Hochstift Konstanz die Stadt und das Schloss Tiengen sowie 1497 die Küssaburg und die Herrschaft Küssaberg als Lehen hinzu. Auch das Obere Schloss Jestetten kauften sie. In Schaffhausen erwarben sie 1474 das Haus „zur Tanne“ und 1506 das Haus „zum roten Bären“. Tiengen wurde Residenz, sie wohnten aber auch auf der Küssaburg und im Schloss Jestetten.
Teile des Gebietes mussten indes ab 1613 wieder verkauft werden. Im Zuge der Entstehung der Schweizer Eidgenossenschaft war das Herrschaftsgebiet der Grafen stark geschrumpft. Aus Geldnot verkaufte Graf Johann Ludwig von Sulz den südlichsten Teil des alten Klettgaus, das Rafzerfeld, 1651 an die Stadt Zürich. Im Jahr 1656 musste auch der nordöstliche Teil der Grafschaft an die Stadt Schaffhausen verkauft werden.
Karl Ludwig Graf zu Sulz (1572–1617) war kaiserlicher Hofkriegsratspräsident und Feldzeugmeister. Die Familie starb 1687 im Mannesstamm aus. Durch Testament des letzten Grafen von Sulz fiel der bewegliche Besitz des Hauses an die ältere Tochter, die mit einem Fürstenberger verheiratet war; die jüngere Tochter Maria Anna von Sulz erbte den noch aus den Ämtern Tiengen und Jestetten bestehenden Grundbesitz und brachte diesen wie auch das Amt des Erb-Hofrichters zu Rottweil an ihren Ehemann Ferdinand Fürst von Schwarzenberg bzw. die gemeinsame Nachkommenschaft. Damit war die Ära Sulz im Klettgau zu Ende. Die Erinnerung an die Grafen von Sulz besteht unter anderem im Wappen fort. In mehreren Orten ist es Bestandteil des Ortswappens, etwa einiger Stadtteile der Stadt Sulz am Neckar sowie Vöhringen und Dietingen. Im Klettgau ist es noch Teil in den Wappen der Gemeinden Lauchringen, Klettgau, Küssaberg und von Stetten bei Hohentengen.
Ferdinand von Schwarzenberg († 1703) heiratete Gräfin Maria Anna von Sulz († 1698) im Jahre 1674. Die Regierung behielt die einzige Tochter des Grafen Johann Ludwig von Sulz in den ersten Jahren noch selbst, wurde jedoch alsbald in die modernen schwarzenbergischen Verwaltungen von Krumau aus übernommen.

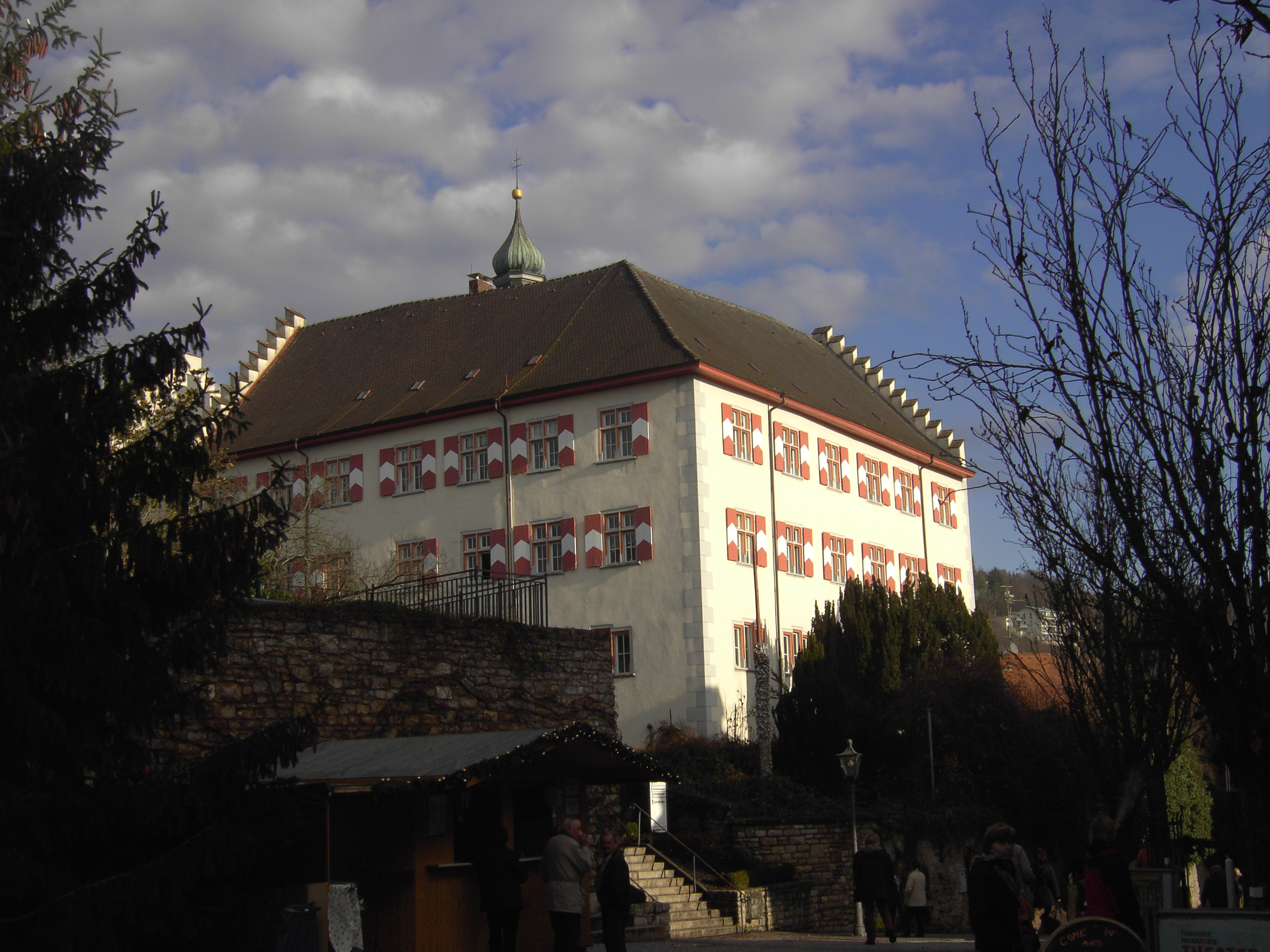
„Großer Bau“ des Schlosses Tiengen
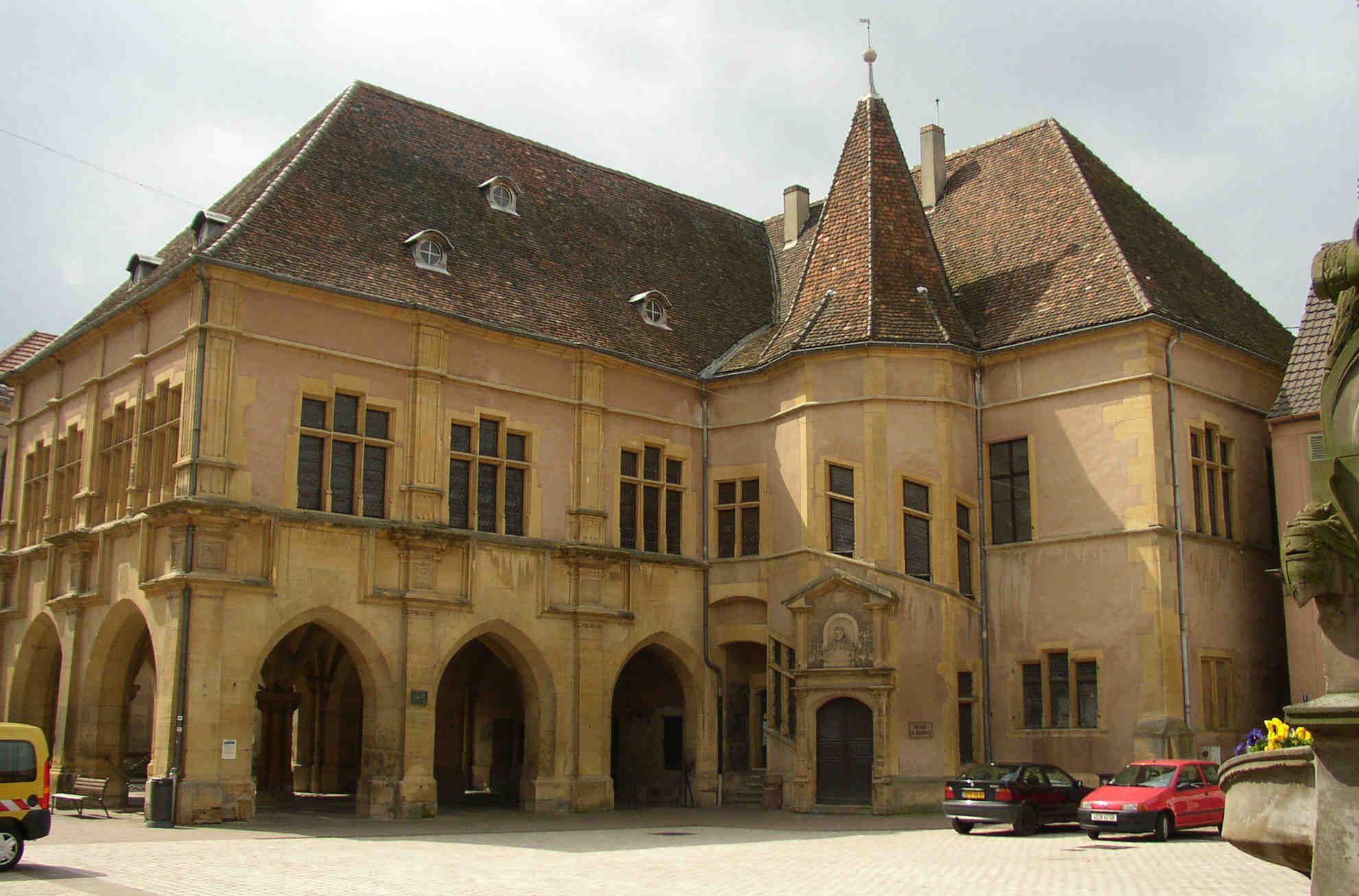
Der Regierungspalast der Vorlande in Ensisheim kam von den Habsburgern zu den Sulzern
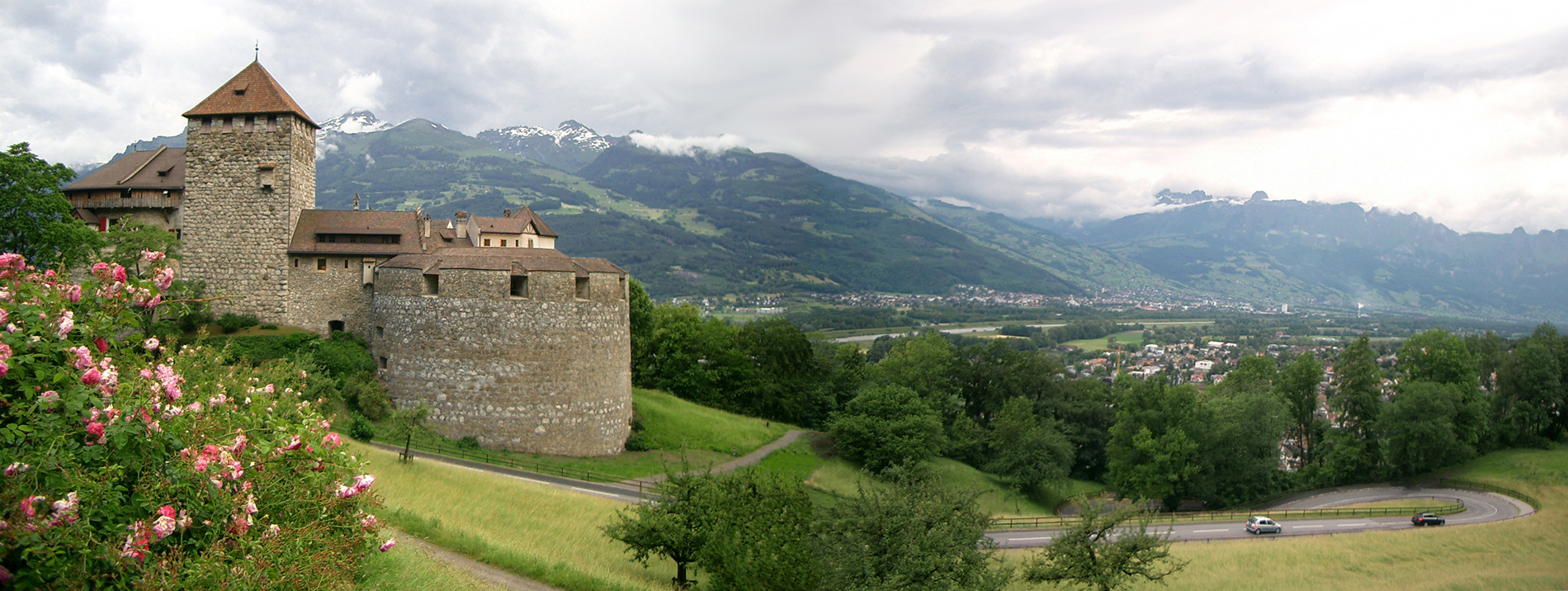
Schloss Vaduz mit dem Rondell aus Sulzischer Zeit

## Wappen
Das Stammwappen derer von Sulz:
| Das ältere Wappen (Scheibler’sches Wappenbuch 1450/80) | Blasonierung: „Im Spitzenschnitt geteilt von Silber und Rot.“ |
| Das ältere Wappen (Scheibler’sches Wappenbuch 1450/80) |                                                               |

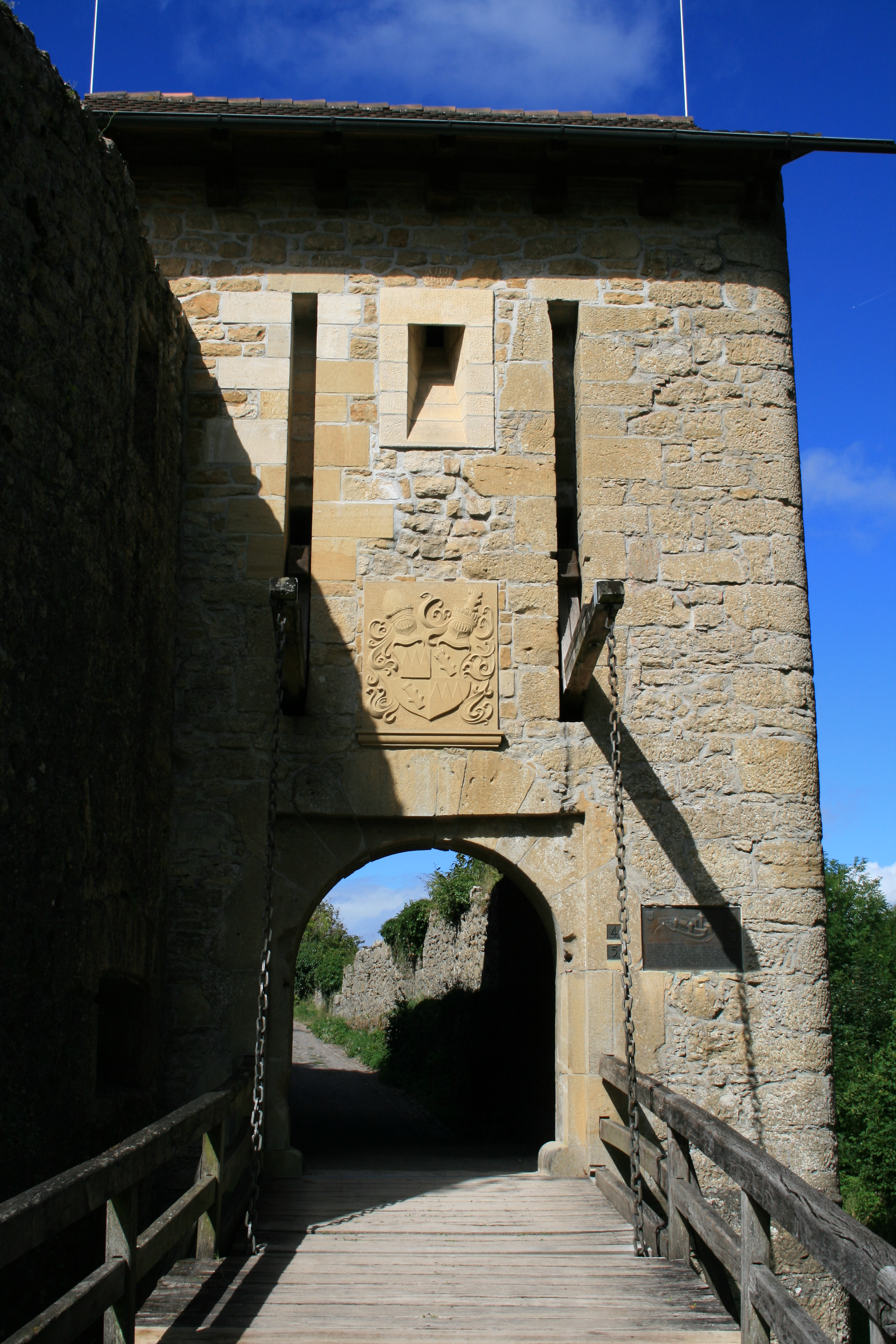
Tor der Küssaburg mit Zugbrücke, darüber das Allianzwappen Sulz-Brandis

Später führte die Familie ein vermehrtes Wappen:
| Das jüngere Wappen (Siebmacher 1605) | Blasonierung: „Geviert, 1 und 4 das Stammwappen, 2 und 3 in Silber schräglinks ein rot beflammter, schwarzer Baumstrunk.“ |
| Das jüngere Wappen (Siebmacher 1605) | Wappenbegründung: Vermehrt um das Wappen derer von Brandis.                                                               |

## Angehörige des Geschlechts

### Frühe Zeit
| Name          | Regierungszeit           | Bemerkungen                                                                               |
| ------------- | ------------------------ | ----------------------------------------------------------------------------------------- |
| Alwig I.      | 1071–1095                |                                                                                           |
| Alwig II.     | 1095–1139                |                                                                                           |
| Alwig III.    | 1139–1152                |                                                                                           |
| Alwig IV.     | um 1196                  |                                                                                           |
| Hermann II.   | um 1215                  |                                                                                           |
| Alwig V.      | um 1230                  |                                                                                           |
| Berthold I.   | um 1230                  |                                                                                           |
| Berthold II.  | um 1240                  |                                                                                           |
| Alwig VI.     | um 1240                  |                                                                                           |
| Hermann III.  | um 1268                  |                                                                                           |
| Hermann IV.   | † 1312                   | 1284 Verkauf des Gebiets um Sulz                                                          |
| Berthold III. | † 1348                   |                                                                                           |
| Hermann V.    | um 1350                  |                                                                                           |
| Rudolf I.     | geboren vor 1349; † 1406 | verheiratet mit Anna von Waldburg († 1385 oder 1406), sie sind die Eltern von Hermann VI. |
| Alwig VIII.   | um 1350                  |                                                                                           |
| Hermann VI.   | 1392–1429                | Landvogt in Vorderösterreich, Vater von Rudolf III.                                       |
| Rudolf II.    | 1392–1429                | † vor 1414                                                                                |

### Landgrafen des Klettgaus
| Name | Regierungszeit | Bemerkungen |
| --- | -------------- | --- |
| Rudolf III. der Sulzer Linie, Rudolf I. der Klettgauer Linie                                                                                   | 1405–1431      | Landgraf im Klettgau ab 1408; er hatte drei Söhne, die die Grafschaft zunächst gemeinsam übernahmen |
| Johann II. | 1431–1483      | verheiratet mit Bertha von Höwen |
| Rudolf IV. der Sulzer Linie, Rudolf II. der Klettgauer Linie                                                                                   | 1431–1487      | verheiratet mit Margaretha von Limpurg |
| Alwig X. von Sulz auf Burg Balm | 1431–1493      | ab 1477 verheiratet mit Verena von Brandis, erhält Blumenegg, Vaduz und Schellenberg, erwirbt vom Bistum Konstanz die Herrschaft Tiengen und später die Küssaburg und damit die gesamte Landgrafschaft Klettgau |
| Rudolf V. der Sulzer Linie, Rudolf III. der Klettgauer Linie (* 1478 in Tiengen; † 1535 in Vaduz)                                              | 1493–1535      | ab 1507 in Vaduz und Blumenegg, 1520 königlicher Statthalter von Württemberg, 1523/35 Statthalter in Vorderösterreich                                                                                           |
| Johann Ludwig I. von Sulz | 1536–1547      | erbaute das Schloss Tiengen neu, ⚭ Elsbeth von Zweibrücken; sie hatten drei Söhne, darunter Wilhelm († 1565) und Rudolf VI. der Sulzer Linie bzw. IV. der Klettgauer Linie; er war nie regierend da † 1552      |
| Wilhelm († 1565) | 1547–1565      | |
| Alwig XI. (IX. der Sulzer Linie, Alwig II. der Klettgauer Linie)                                                                               | 1566–1572      | 1567–1572 Landvogt in Vorderösterreich |
| Rudolf IV., eigentlich Rudolf V. der Klettgauer Linie und VII. der Sulzer Linie (der vorherige Rudolf IV. bzw. VI. war jedoch nicht regierend) | 1572–1603      | ⚭ Barbara von Staufen, resignierte 1603 |
| Karl Ludwig zu Sulz; († 1617) | 1603–1617      | |
| Karl Ludwig Ernst von Sulz | 1617–1648      | |
| Johann Ludwig II. von Sulz | 1648–1687      | |

### Linie Klettgau
| Name                                                               | Regierungszeit | Bemerkungen |
| ------------------------------------------------------------------ | -------------- | --- |
| Alwig XII. († 1572)                                                |                | 1567 Landvogt im Oberelsass |
| Rudolf VII. (auch Alwig II.) (* 1559; † 1620)                      | 1583–1603      | 1605/13 Unterlandvogt im Elsass; seine erste Gemahlin war Barbara von Staufen, sie hatten eine Tochter, Maximiliana I. (1584–1623); seine zweite Gemahlin war Agatha von Limpurg |
| Karl Ludwig I. (* 1572; † 1617 in Spanischen Diensten in Vercelli) | 1603–1616      | seine Gemahlin war Anna Amalia von Hohenems (1593–1658), beide wurden in der Gruft der Sulzer in Tiengen bestattet |
| Alwig (* 1586; † 1632)                                             | 1616–1628      | |
| Karl Ludwig II. Ernst (* um 1595 † 1648 in Amberg)                 | 1628–1648      | 1621/1628 Unterlandvogt im Elsass, 1622–162? Landvogt in Vorderösterreich, 1634 kaiserlicher Statthalter in Württemberg; verheiratet mit I. Maximiliana (1584–1623), II. Maria Elisabeth von Hohenzollern-Sigmaringen (1592–1659); alle bestattet in der Gruft der Sulzer in der Kirche Mariä Himmelfahrt in Tiengen. Er ließ die Gruft der Sulzer in der Kirche in Tiengen 1631 erbauen und ist dort bestattet worden. |
| Johann Ludwig II. (* 1626; † 1687)                                 | 1648–1687      | verheiratet mit I. Maria von Königsegg-Aulendorf (1634–1658), II. Eugenia Maria Franziska von Manderscheid (1629–1690), sie hatten sieben Kinder: - Johann Anton Eusebius (* 1654; † 1654) - Maria Theresia Felicitas (1656–1678) - Franz Ludwig (* 1662 † 1662) - Eleonora Felicitas (* 1664; † um 1667) - Moritz Anton Joseph (* 1666; † 1666) - Franz Joseph Moritz Rudolph (1667–1671) - Karl Ludwig Anton (1670–1671) sie sind alle in der Gruft der Sulzer in der Kirche Tiengen bestattet worden, das Herz Johann Ludwigs II. war in einer silbernen Kapsel bei den Kapuzinern in Waldshut bestattet worden, 1825 hat man es auf den Friedhof in Waldshut beigesetzt, die leere Kapsel kam in ein Museum |
| Maria Anna                                                         | 1687–1698      | verheiratet mit Ferdinand von Schwarzenberg; Übergang an Schwarzenberg |

### Linie Vaduz
| Name         | Regierungszeit | Bemerkungen                          |
| ------------ | -------------- | ------------------------------------ |
| Rudolf VIII. | 1572–1611      |                                      |
| Johann III.  | 1611           | † 1617                               |
|              |                | Vaduz 1613 an Hohenems               |
|              |                | Blumenegg 1616 an Abt von Weingarten |

### Linie Geroldseck-Sulz
- siehe Stammliste der Geroldsecker